# Le Sorcier du Népal

Le Sorcier du Népal (奇緣, Qí yuán ; titre anglais Witch from Nepal) est un film hongkongais réalisé par Ching Siu-tung, sorti en 1985.

## Synopsis
Alors que Joe est en vacances au Népal avec sa petite amie, il aperçoit une Népalaise, Sheila. Lors d'une excursion, il la revoit avant d'être victime d'un accident.
Hospitalisé à Hongkong, il est suivi par la népalaise qui lui apprend qu'il est son maître et qu'il doit lutter contre les forces du mal...

## Fiche technique
- Titre : Le Sorcier du Népal
- Titre original : 奇緣, Qí yuán
- Titre anglais Witch from Nepal
- Réalisation : Ching Siu-tung
- Scénario : Ba Jin
- Pays d'origine : Hong Kong
- Format : Couleurs - 1,85:1 - Mono - 35 mm
- Genre : Action, horreur
- Durée : 89 minutes
- Date de sortie : 1985

## Distribution
- Chow Yun-fat : Joe
- Emily Chu : Sheila
- Yammie Lam : Ida Yuen
- Dick Wei : le guerrier